# Neißeaue
Neißeaue (en haut sorabe : Nysowa łučina) est une commune de Saxe (Allemagne), située dans l'arrondissement de Görlitz, dans le district de Dresde. C'est la commune la plus orientale d'Allemagne.

## Personnalités liées à la ville
- Traugott Gerber (1710-1743), botaniste né à Zodel.